# Port lotniczy Minna
Port lotniczy Minna (IATA: MXJ, ICAO: DNMN) – port lotniczy położony 10 km na północny zachód od Minna, w stanie Niger, w Nigerii.

## Linie lotnicze i połączenia
| Linia Lotnicza   | Kierunek  |
| ---------------- | --------- |
| Overland Airways | 1. Abudża |